# Conseil supérieur de l'audiovisuel (France)
Pour les articles homonymes, voir Conseil supérieur de l'audiovisuel et CSA.
Ne doit pas être confondu avec Institut CSA.
Le Conseil supérieur de l'audiovisuel ou CSA, était l'autorité française de régulation de l'audiovisuel ayant règlementé les stations de radio et les chaînes de télévision en France, entre 1989 et 2021. Cet organisme remplace la Commission nationale de la communication et des libertés créée en 1986.
Sa mission consiste à garantir l'exercice de la liberté de communication audiovisuelle en France, à maintenir un équilibre et faire respecter la règlementation.
Le 1er janvier 2022, le CSA et la Haute autorité pour la diffusion des œuvres et la protection des droits sur internet (Hadopi) fusionnent et forment dès lors, l'Autorité de régulation de la communication audiovisuelle et numérique (Arcom).

## Compétences et structure du CSA

### Origines et statut
Le Conseil supérieur de l'audiovisuel est créé par la loi du 17 janvier 1989 (dite « loi Tasca ») modifiant la loi du 30 septembre 1986. Il remplace la Commission nationale de la communication et des libertés (CNCL, 1986-1989), qui remplaçait elle-même la Haute autorité de la communication audiovisuelle (1982-1986).
Son but est de veiller à la bonne application de la loi de 1986, précitée, sur la liberté de communication en France.
La loi sur l’indépendance de l’audiovisuel public du 15 novembre 2013 a encore renforcé ce statut en lui attribuant « une personnalité morale et des ressources propres ». Le Conseil est désormais qualifié « d’Autorité publique indépendante » (API), une autre forme d’autorité administrative indépendante. Cette même loi de novembre 2013 lui redonne le pouvoir de nomination des présidents des sociétés de l'audiovisuel public (France Télévisions, Radio France et France Médias Monde) qu’il avait perdu en 2009.
Ce type de structures existe dans de nombreux pays et pour l'Europe, sont regroupées au sein du Groupe des régulateurs européens des services de médias audiovisuels

### Missions

#### Le CSA, autorité de régulation de l'audiovisuel
Le CSA délivre des autorisations d'émettre aux radios privées et aux chaînes de télévision privées, nationales, régionales ou locales, diffusées par voie hertzienne. Les services de radio et de télévision diffusés par satellite ou par câble ou par ADSL entrent également dans son champ de compétence.
Pour les radios et les chaînes de télévisions diffusées par voie hertzienne numérique ou analogique, la procédure d'autorisation commence par la publication, au Journal officiel, d'un appel aux candidatures.
Après la conclusion d'une convention avec l'opérateur retenu, le CSA délivre des autorisations, pour une durée de cinq ans en radio, de dix ans en télévision. Ces autorisations peuvent être reconduites par le CSA, hors appel aux candidatures, dans la limite de deux fois et pour une durée de cinq ans. Des radios et des télévisions temporaires peuvent également être autorisées par le CSA, hors appel aux candidatures, pour une durée n'excédant pas neuf mois.
Le CSA délivrait également des autorisations d'exploitation aux réseaux câblés d'une durée maximale de trente ans. Toute modification de l'offre de programme d'un réseau était soumise au CSA. Depuis juillet 2004, ce pouvoir a disparu et la gestion des réseaux câblés a été confiée à l'Autorité de régulation des communications électroniques et des postes. Le CSA continue cependant de contrôler et d'autoriser tous les distributeurs de services audiovisuels (par câble, bouquets satellitaires ou ADSL). Il dispose aussi depuis d'un pouvoir d'arbitrage économique entre les chaînes de télévision et leurs distributeurs.
Le CSA conclut des conventions avec les chaînes françaises et étrangères distribuées en France par câble, satellite ou ADSL. Une simple déclaration au CSA est par contre suffisante pour la diffusion de chaînes à faible chiffre d'affaires. Depuis 1997, les chaînes émettant depuis un autre pays de l'Union européenne étaient soumises à un régime déclaratif. Celui-ci a disparu en 2006.
Enfin, depuis 2006, les services de radio et de télévision non européens diffusés par un satellite français ne sont plus soumis à un régime de convention avec le CSA. Cette simplification est une réaction à la difficulté qu'avait eu le CSA en 2004 pour encadrer la diffusion de la chaîne Al-Manar, aujourd'hui interdite de diffusion en France. Le CSA peut cependant toujours sanctionner ces chaînes a posteriori, notamment si elles violent le droit européen.

#### Le CSA, «gendarme de l'audiovisuel»
La loi n°86-1067 du 30 septembre 1986 modifiée relative à la liberté de la communication énumère les pouvoirs de sanction du CSA et les conditions dans lesquelles ceux-ci s'appliquent :
- art. 42 : pouvoir de mise en demeure des éditeurs et distributeurs de services de communication audiovisuelle et des opérateurs de réseaux satellitaires, dès lors que ceux-ci ne respectent pas leurs obligations,
- art. 42-1 : sanctions dont dispose le CSA à l'égard des éditeurs privés et des distributeurs :

1. Suspension de l'édition, de la diffusion ou de la distribution des services,
2. Réduction de la durée de l'autorisation ou de la convention dans la limite d'une année,
3. Sanction pécuniaire assortie d'une suspension (voir 2°),
4. Retrait de l'autorisation d'émettre

- art. 42-2 : sanction pécuniaire

Elle ne peut excéder 3 % du chiffre d'affaires hors taxe de l'opérateur (5 % en cas de récidive). La condamnation est indépendante de celle que peut par ailleurs prononcer un juge judiciaire. Cependant, elle s'impute sur le montant d'une éventuelle amende infligée par ce juge.
- art. 42-3 : modification substantielle d'une autorisation : en cas de modification substantielle des données au vu desquelles a été accordée une autorisation, le CSA peut retirer celle-ci sans mise en demeure préalable. Cet article définit dans quelle condition le CSA accepte le changement de titulaire d'une autorisation.
- art. 42-4 : insertion d'un communiqué dans les programmes : le CSA peut imposer une telle insertion dans tous les cas de manquement aux obligations incombant aux éditeurs de services de communication audiovisuelle.
- art. 42-5 : prescription : le CSA ne peut être saisi de faits remontant à plus de trois ans.
- art. 42-6 : motivation et notification des décisions de sanction : sous réserve des secrets protégés par la loi, les décisions du CSA sont publiées au JO.
- art. 42-7 : procédure préalable au prononcé d'une sanction : l'opérateur mis en cause dispose d'un mois pour présenter ses observations (7 jours en cas d'urgence)

Les décisions et sanctions prononcées par le CSA peuvent être déférées au contrôle du Conseil d'État (art. 42-10).
Le CSA n'a pas autorité sur les programmes de La Chaîne parlementaire ni sur ceux d'Arte.

### Compétences
Garant de la liberté de communication audiovisuelle, le CSA a comme mission historique d’assurer le respect du pluralisme politique. Les réformes successives ont ajouté des objectifs sociaux et culturels mais aussi technologiques et économiques, pour mieux remplir les exigences liées au service public et au respect des valeurs fondamentales de la République.
Le CSA veille à ce que les différents acteurs de ce secteur respectent le droit, notamment vis-à-vis :
- de la protection des mineurs
- de la représentation de la diversité
- du pluralisme, en particulier en période électorale[4]
- de l’attribution des fréquences aux opérateurs
- du respect de la dignité humaine
- de la défense de la langue et la culture françaises, en application des lois françaises.

Le CSA a comme compétences :
- la gestion et l’attribution des fréquences
- la diffusion ou la distribution des services de communication audiovisuelle
- le suivi des programmes et des opérateurs
- le bilan des activités des opérateurs
- les sanctions
- Les nominations[5] des Présidents de France Télévisions, Radio France et de France Médias Monde ainsi que de membres du conseil d’administration de ces établissements et de celui de l’Ina.
- La production d’avis législatifs, économiques ou de politique internationale à la demande du gouvernement, du Parlement (Assemblée nationale et Sénat) ou de l’Autorité de la concurrence
- L'organisation des campagnes électorales radiotélévisées : veiller au pluralisme politique en période électorale
- Le respect de la concurrence et le règlement des différends entre les acteurs du secteur.

### Collège du CSA
Le CSA est dirigé par un Collège de conseillers avec à sa tête le président du CSA. La loi sur l’indépendance de l’audiovisuel public fait progressivement passer le collège de 9 à 7 membres en 2017. Un décret du président de la République valide leur nomination :
- 3 sont désignés par le président de l'Assemblée nationale
- 3 sont désignés par le président du Sénat
- le président du Collège est désigné par le président de la République.

Leur mandat est de six ans, non renouvelable. Ils sont soumis à un devoir de réserve et ne peuvent cumuler leur fonction avec un emploi public, privé ou avoir des intérêts dans le secteur des médias. Au moment de sa nomination, un conseiller doit avoir moins de 65 ans.
La rémunération du président du CSA est estimé à environ 190 000€ annuel brut en 2020. Le montant de la rémunération attribuée est fixé par arrêté selon plusieurs variables (nature du poste, temps, statut..). Par conséquent, le président ne peut pas décider unilatéralement d’une augmentation de sa rémunération.
Les autres conseillers gagnent 47 406 euros par an. Cette indemnité de fonction est versée pendant sept ans car ils sont soumis à une période de carence d’une année après leur mandat.
Le Collège est renouvelé par tiers tous les deux ans. À chaque renouvellement, un nouveau membre est nommé par le président du Sénat et un autre par le président de l'Assemblée nationale. Le président de la République ne nomme plus que le président de l’institution tous les six ans, au lieu de trois membres précédemment.
L'administration du Conseil supérieur de l'audiovisuel assure, sous l'autorité du directeur général, la préparation et l'exécution des délibérations. La structure organisationnelle comporte :

#### Secrétariat du Collège
Il assure principalement, en lien étroit avec le directeur général, les tâches relatives à l’organisation et à la tenue des assemblées plénières (ordres du jour, procès-verbaux, dossiers de séances, etc.).

#### Direction administrative, financière et des systèmes d'information
La direction administrative, financière et des systèmes d'informations prépare, met en œuvre et assure le suivi du budget du CSA, en collaboration avec l’agence comptable. Elle est chargée de l'équipement, du développement et de la maintenance des systèmes d'information. Elle assure la supervision et l'exploitation des réseaux et outils informatiques. Cette direction est également responsable des ressources humaines du CSA. Elle coordonne la gestion des locaux, des mobiliers, des matériels et équipements. Elle apporte aux différents services du Conseil supérieur de l’audiovisuel les fournitures et prestations, notamment logistiques, dont le traitement du courrier.

#### Direction de la télévision et de la vidéo à la demande
La direction de la télévision et de la vidéo à la demande est chargée de la régulation des éditeurs de services de télévision et de services de médias audiovisuels. Elle assure la gestion et la planification technique des fréquences pour la diffusion des services de télévision. Elle conduit les appels aux candidatures, prépare les décisions d'autorisation, assure le conventionnement des services, instruit les demandes de modification des décisions d'autorisation et mène les procédures de reconduction hors appel à candidatures. En lien avec la direction des études, des affaires économiques et de la prospective et la direction des programmes, elle assure un suivi des évolutions technologiques et des acteurs, notamment les relations entre éditeurs et distributeurs de services, instruit les demandes liées aux évolutions de conventions, conduit et réalise les bilans d'activité.

#### Direction de la radio et de l'audio numérique
La direction de la radio et de l'audio numérique est chargée de la régulation des opérateurs de radio. Elle assure la gestion et la planification technique des fréquences pour leur diffusion en analogique et en numérique. Elle conduit les appels aux candidatures, prépare les décisions d'autorisation, assure le conventionnement des services, instruit les demandes de modification des décisions d'autorisation et mène les procédures de reconduction hors appel à candidatures. Elle pilote des consultations publiques et des études d'impact, notamment économiques, associées à son activité en coordination avec la direction des études, des affaires économiques et de la prospective. Elle suit les évolutions technologiques, économiques et éditoriales du secteur de la diffusion radiophonique. Elle assure un suivi des acteurs de la radio sur les plans technique, administratif, financier et éditorial, instruit les demandes de modification des conventions, conduit et réalise les bilans d'activité.

#### Direction des programmes
La direction des programmes s'assure que l'ensemble des éditeurs de services, publics comme privés, respectent leurs obligations relatives par exemple à la protection de l'enfance, la publicité, les droits et libertés, au soutien de la production des œuvres… Dans ce cadre, elle prépare des avis, recommandations et délibérations sur ces obligations. Elle est tout particulièrement sollicitée en période électorale puisque ses agents préparent les recommandations relatives aux élections, en liaison avec la direction juridique, et s’assurent de leur respect par les différents services, ainsi que les décisions du CSA relatives aux émissions des campagnes électorales. Elle exerce les procédures de conciliation dans son domaine de compétence.

#### Direction juridique
La direction juridique intervient pour toute question juridique concernant les acteurs du secteur audiovisuel. A ce titre, la direction est notamment chargée :
- d'effectuer les études juridiques nécessaires tant à l'interprétation de la loi qu'à l'élaboration des décisions et avis du CSA et de proposer des améliorations des textes législatifs et réglementaires ;
- concevoir et rédiger certaines décisions du CSA (recommandations, nominations, avis, saisines des autorités de justice compétentes, mises en demeure, sanctions) et les avis du CSA sur les projets de loi ou les projets de décret du Gouvernement.

Elle est également chargée d'assurer :
- le suivi des dossiers contentieux relatifs à l'activité du CSA ;
- le greffe des règlements de différends ;
- les procédures de conciliation, en lien avec la direction des programmes ;
- l'articulation opérationnelle des services du CSA avec le rapporteur chargé de l'engagement des poursuites et de l'instruction dans le cadre de la procédure de sanction du CSA.

#### Direction des affaires européennes et internationales
La direction des affaires européennes et internationales propose et met en œuvre les actions européennes et internationales du CSA. Elle organise l’activité du Conseil supérieur de l’audiovisuel au sein des réseaux de coopération des autorités de régulation, et cela tout particulièrement au sein du Groupe des régulateurs européens des services de médias audiovisuels (ERGA). Elle suit, en collaboration avec la direction juridique, l'évolution de la réglementation européenne ayant une incidence sur le secteur audiovisuel et participe aux travaux de définition de la position française auprès des institutions de l'Union européenne. Elle apporte son soutien et son expertise aux différentes directions du CSA, notamment en matière de comparaisons européennes et internationales. Elle assure le pilotage des dossiers relatifs aux chaînes extracommunautaires et le suivi de l'audiovisuel extérieur de la France, en lien avec les autres directions du CSA.

#### Direction des études, des affaires économiques et de la prospective
La direction des études, des affaires économiques et de la prospective réalise les études et analyses nécessaires aux travaux du Conseil supérieur de l’audiovisuel. Ses recherches portent notamment sur l’évolution des usages, des programmes et des modes de distribution des services et contenus audiovisuels numériques mais aussi sur l'audience des médias. Elle réalise des études d'impact économique et fournit son expertise économique à l'ensemble des directions. Elle rassemble et analyse les informations et, plus généralement, sur les usages et pratiques des publics à l'égard des médias, notamment audiovisuels. Elle veille à la préparation et à la mise en œuvre du programme d'études externes du CSA. Elle participe, avec la direction des programmes, à l'établissement de l'assiette des obligations en matière de financement de la production. Elle assure le suivi des marchés de droits de diffusion de contenus audiovisuels, cinématographiques et sportifs. Elle prépare les avis remis à l'Autorité de la concurrence et à l'Autorité de régulation des communications électroniques et des postes. Elle participe à l'organisation et à l'instruction des consultations et des appels à candidatures décidés par le CSA.

#### Direction des plateformes en ligne
La direction des plateformes en ligne est chargée de la régulation « systémique » des plateformes ayant une activité d’intermédiation en ligne, en particulier les plateformes de partage de vidéo, les réseaux sociaux, les moteurs de recherche, les agrégateurs et les magasins d’application. Ces services ont en effet l’obligation de mettre en œuvre des outils et des moyens afin de répondre aux grands objectifs de politique publique en matière de lutte contre les contenus illicites et préjudiciables et de protection du public.

#### Direction de la communication
La direction de la communication définit la stratégie de communication globale du CSA et en pilote la mise en œuvre. Elle en fixe les objectifs et travaille en collaboration avec le cabinet et les directions. La direction de la communication a pour mission de promouvoir l’image, la notoriété et les messages de l’institution auprès de l’écosystème audiovisuel et numérique, auprès du grand public, et auprès des collaborateurs internes.

#### Secrétariat général aux territoires
Le secrétariat général aux territoires est chargé, en lien étroit avec les autres équipes du CSA, de la coordination et de l'animation du réseau des comités territoriaux de l'audiovisuel (CTA) ainsi que de la mise en œuvre des missions dévolues au CSA en matière de protection de la réception et du contrôle du spectre. Il veille à la diffusion des informations nécessaires au bon fonctionnement des CTA et à la valorisation de leurs travaux. Il assure l'animation transverse des CTA et la coordination interdirectionnelle des dossiers d'intérêt commun concernant ces comités. En lien avec les attachés techniques audiovisuels, il veille à la protection de la réception dans les bandes de fréquences attribuées au CSA et organise le contrôle du spectre.

#### Comités territoriaux de l'audiovisuel
Les CTA (auparavant nommés CTR / Comités Techniques Radiophoniques jusqu'au 23 juin 2011) sont dotés d'une compétence consultative auprès du CSA, dans le cadre de l'examen des dossiers lors des appels aux candidatures pour les radios FM, AM et RNT (radio numérique terrestre ou DAB+) et du contrôle du respect de leurs obligations par les titulaires d'autorisations. Les CTA assurent l’instruction des demandes d’autorisation pour la diffusion des services de radio par voie hertzienne terrestre et le contrôle du respect de leurs obligations par ces services. Ils peuvent, à la demande de l’assemblée plénière du CSA, participer à l’instruction des demandes d’autorisation concernant des services de télévision locale et participent au contrôle de l’exécution de leurs obligations par ces services.
Les CTA sont également décisionnaires sur un certain nombre de sujets concernant le suivi des opérateurs locaux et régionaux. Ce pouvoir s’exerce (art 29-3 de la loi du 30 septembre 1986 modifiée) par exemple sur :
- la reconduction des autorisations délivrées ;
- les demandes de modification non substantielle des éléments de l’autorisation ou de la convention ;
- les demandes de changement de sites d’émission pour les radios de catégorie A et les radios de catégorie B présentes dans leur seul ressort territorial ;
- la délivrance des autorisations temporaires prévues à l’article 28-3 de la loi du 30 septembre 1986.

Les CTA peuvent également organiser des consultations publiques.
Le CSA a mis en place des modalités d’intervention adaptées pour préserver le rôle décisionnel et d’information des CTA tout en garantissant la cohérence de l’action globale du CSA.

#### Groupes de travail
Les délibérations du Conseil supérieur de l'audiovisuel sont préparées dans le cadre de groupes de travail thématiques. Chaque conseiller préside un groupe et assure la vice-présidence d'un second groupe. Le président et le vice-président les animent et en fixent les objectifs, sous l'impulsion du collège et en liaison avec les services. Ils sont également les interlocuteurs privilégiés des acteurs régulés sur les sujets entrant dans le champ de compétence de leur groupe.
Depuis février 2021, les groupes de travail sont répartis selon certaines thématiques :
1. Éducation, protection des publics et cohésion sociale dans les médias audiovisuels et numériques ;
2. Création et production audiovisuelles, cinématographiques et musicales ;
3. Pluralisme, déontologie, supervision des plateformes en ligne ;
4. Radios et audio numérique ;
5. Service de médias audiovisuels à la demande (SMAD)[9], distribution et usages numériques ;
6. Télévisions.

## Modalités de fonctionnement

### Comité d’experts sur la désinformation en ligne
Officiellement lancé le 12 décembre 2019, le Comité d'experts réunit dix-huit personnalités afin d’apporter une expertise aussi bien juridique, économique, scientifique et technologique qu’éthique. Le CSA consulte le comité pour la mise en œuvre de ses nouvelles compétences en matière de régulation des plateformes en ligne et de lutte contre la manipulation de l’information. Le comité pourra également formuler des avis et des propositions.

### Pandémie de Covid-19
À partir de mars 2020, à la suite de la pandémie de Covid-19 en France, le CSA assouplit temporairement ses dispositions règlementaires.

### Comité scientifique
Le 16 décembre 2020, le CSA met en place un comité scientifique composé de 8 experts qui aura pour rôle de l’accompagner dans l’orientation de son programme d’études.

## Exemples de procédures règlementaires appliquées

### Attribution de fréquences

#### Controverse autour de l’attribution d’une fréquence à Numéro 23
En 2012, dans le cadre d’un appel d’offres, le CSA, sous le mandat de Michel Boyon, attribue une fréquence TNT à la chaine Numéro 23, respectant le critère du projet éditorial lié à la représentativité de la diversité (homosexuels, femmes, personnes de couleur, catégories socioprofessionnelles modestes, etc.). Deux ans et demi plus tard, Pascal Houzelot revend la fréquence à NextRadioTV, le propriétaire de BFM et RMC pour un montant estimé à 88 millions d'euros. À la suite de cette vente, le CSA retire son autorisation d'émettre ce que le président Olivier Schrameck justifie en déclarant « C'est une décision juridique qui revêt un caractère moral. Avec un bien public, on ne doit pas jouer à des fins spéculatives »,,. Pascal Houzelot conteste d'avoir voulu faire une plus-value immédiate et défend un retour sur investissement. 
Fin 2016, l'Assemblée nationale vote la création d'une commission d’enquête sur les conditions d’octroi de cette autorisation d’émettre à la chaîne Numéro 23 et de sa vente où il apparait que Pascal Houzelot entretient des contacts fréquents et permanents avec tous les membres du CSA depuis de très nombreuses années dans un cadre informel lors de « fameux diner ». Concernant l’un de ses hôtes prestigieux, Pascal Houzelot justifie cette proximité lors de son audition en déclarant « il faut une longue cuillère pour souper avec le diable » tout en se méfiant de cette familiarité qui s'apparente à une forme de lobbyisme comme un  « tourbillon dans lequel on perd un peu le sens de la raison républicaine ». La commission d'enquête parlementaire avait accusé le CSA d'avoir été « complaisant » dans l'attribution du canal 23 à Pascal Houzelot, notamment en n'effectuant « aucune analyse du plan d'affaires de la chaîne » et en ne prenant pas en compte les difficultés financières de son ancienne chaîne, Pink TV.
La décision du CSA est par la suite annulée par le Conseil d'État qui a jugé que la « fraude » invoquée n'était « pas démontrée ». Dans un communiqué en 2017, le CSA donne finalement son accord à la prise de contrôle de la chaîne Numéro 23 (et de son propriétaire PHO Holding) par NextRadioTV. Pascal Houzelot réclame 20 millions d'euros de dommages et intérêt lié à la suspension de la diffusion. En parallèle, Fiducial Médias (Sud-Radio) porte plainte en mars 2017. Une information judiciaire a été ouverte par le parquet national financier (PNF) pour des faits de corruption et de trafic d’influences puis classé sans suite. Une nouvelle enquête est ouverte en 2019 par le PNF sur les conditions d’attribution de la fréquence.

#### CGTN
Dans un contexte de tension liée à la plainte de Peter Humphrey, l'Ofcom réitère ses accusations envers la télévision internationale d’État chinoise CGTN qui dépend de la maison mère CCTV, l’organisme de télévision publique chinoise, contrôlé par le Parti communiste chinois (PCC). Durant les manifestations pro-démocratiques de Hong Kong en 2019-2020, l'Ofcom constate des infractions aux règles de diffusion du Royaume-Uni. Selon le régulateur, la chaîne a de façon répétée, négligé de présenter le point de vue des manifestants opposés à Pékin.
Début février 2021, l'Ofcom retire la licence de diffusion de CGTN au Royaume-Uni. Son enquête conclu que la licence est détenue à tort par Star China Media Limited (SCML) dont le contenu éditorial est contrôlé par le Parti communiste chinois. Malgré un délai important pour se mettre en conformité avec les règles statutaires, l'Ofcom révoque la licence de diffusion de CGTN au Royaume-Uni compte tenu de l'ingérence importante dans le droit d'un radiodiffuseur à la liberté d'expression. Quelques jours après l’annonce, la Chine, en guise de réponse interdit la diffusion de la BBC sur le sol chinois affirmant que certains de ses reportages sur la Chine enfreignaient les principes de véracité et d’impartialité journalistiques,.
En décembre 2020 afin de contourner cette interdiction, le CGTN sollicite le CSA français pour pouvoir continuer à émettre en Europe. Début mars 2021, le CSA confirme par voie de communiqué que ce service relève de fait, en application du droit européen, de la compétence de la France. Ainsi, la télévision publique chinoise CGTN est autorisée en Europe dont le réseau câblé allemand de Vodafone et à nouveau au Royaume-Uni,.
En France, la chaîne chinoise doit se conformer à la loi française du 30 septembre 1986 relative à la liberté de communication qui interdit « l’incitation à la haine et à la violence et garantit le respect de la dignité humaine ainsi que l’honnêteté, l’indépendance et le pluralisme de l’information ».

### Sanctions
En juin 2017, RTL est mis en demeure par le CSA pour avoir diffusé des propos d'Éric Zemmour qui seraient un « éloge de la discrimination » sans aucune « contradiction ni mise en perspective ». Le 15 octobre 2018, le Conseil d'État annule la décision du CSA. La Haute juridiction administrative relève que cette prise de parole intervenait dans le cadre d'une émission « dont le titre même invite les auditeurs à ne la recevoir qu'en tenant compte de son caractère polémique. Il est jugé que dans ces conditions, c'est à tort que le CSA a estimé pouvoir relever une méconnaissance des obligations résultant de l'article 2-4 de la convention de la chaîne de radio et adresser en conséquence à la société requérante une mise en demeure qui est donc annulée ».
Le CSA procède à des sanctions inédites à l'encontre du groupe Canal+ pour des incidents survenus lors de l'émission de TPMP animé par Cyril Hanouna. La chaîne dénonce des sanctions dont le « caractère disproportionné et discriminatoire » de cette décision, preuve d'un « acharnement » qui la « fragilis(ait) » financièrement. Le patron du groupe Canal+, Vincent Bolloré, dépose des recours indemnitaires auprès du Conseil d'État et réclame un préjudice évalué à 13 millions d'euros. Début novembre 2018, le conseil d'État a rapporté que C8 renonce partiellement à une demande de dédommagement après une sanction du CSA. Cette demande faisait suite à la sanction de 3 millions d'euros que le CSA avait infligé à la chaîne en juillet 2017, après la diffusion d'un canular jugé homophobe. Il s'agissait de l'une des amendes les plus lourdes prononcées par le CSA depuis sa création à la fin des années 1980. Néanmoins, ce retrait de C8 ne finalise pas l'ensemble des contentieux avec le CSA, et en particulier à deux autres demandes de dédommagement d'un montant de 13 millions d'euros lié à la privation de la publicité. Après avoir contesté les décisions en vain devant le Conseil d'État, la chaîne du Groupe Canal+ a décidé de déposer un recours devant la Cour européenne des droits de l'homme. En novembre 2019, le Conseil d'État condamne le CSA à verser un million d’euros à la chaîne C8, qui réclamait initialement 4,1 millions d’euros au CSA. Compte tenu du caractère définitif de la décision, Roch-Olivier Maistre confirme le paiement du dédommagement.
En juin 2018, le CSA met en demeure la chaîne russe RT France pour des « manquements à l'honnêteté, à la rigueur de l'information et à la diversité des points de vue » dans un sujet sur la Syrie. Début juillet, la chaîne annonce son intention de contester sa mise en demeure devant le Conseil d'État. Lancé en France en décembre 2017, un collectif de spécialistes de la Russie avait interpellé Olivier Schrameck considérant que l’autorisation de diffusion à la chaîne Russia Today (RT) est d’une « extrême gravité » et avait demandé une « suspension ».
En décembre 2019, le CSA met en demeure la chaine CNews pour le propos d'Éric Zemmour, lors de l'émission Face à l'info du 23 octobre 2019, ayant déclaré être « du côté du général Bugeaud » qui, lorsqu'il « arrive en Algérie, […] commence à massacrer les musulmans et même certains juifs ». Le CSA estime que ce propos pu être perçus comme une incitation à la haine ou à la violence envers les musulmans. CNews estime que la mise en demeure du CSA est injustifiée et contraire aux principes de la liberté d'expression et déclare vouloir saisir le Conseil d'État.
En septembre 2019, le CSA met en demeure France Télévisions pour une retouche d'image lors d'un reportage traitant d'une manifestation de « gilets jaunes » diffusée au 19/20 du samedi 15 décembre 2018 de France 3, estimant que « la modification d’un élément de la photographie d’origine lors de sa reproduction à l’antenne altérait sa signification dans un contexte particulièrement sensible ».

## Alertes du CSA

### Octobre 2021
Le Système B, un documentaire français créé par l'ONG Reporters sans frontières et diffusé en octobre 2021, est médiatisé car appelant « l'État, le CSA, l'Autorité de la concurrence et le législateur à intervenir » et dénonçant des « pratiques représentent un véritable danger pour la liberté de la presse, mais aussi pour la démocratie ». Le Système B alerte contre la censure répétée d'enquêtes dans différents médias du groupe industriel et de services de Vincent Bolloré,,,,,,, mais visant aussi d'autres médias, par un usage massif des poursuites judiciaires, afin de décourager au maximum les enquêtes sur « ses activités africaines », qui « représentent un tiers du chiffre d'affaires » du groupe Bolloré.

## Critiques envers le CSA

### Impunité
Le CSA a été plusieurs fois critiqué pour son inaction envers des émissions ayant pourtant enfreint les règles imposées par ce dernier, voire s'étant mis hors-la-loi.
Ainsi, en mai 2017, des militants taguent les trottoirs devant les locaux du CSA, pour protester contre l'inertie du CSA devant les plaintes contre l'émission TPMP, régulièrement accusée d'homophobie. Le CSA a émis un communiqué pour expliquer le retard des affaires précédentes sur ce dossier.
L'année suivante, l'association Gras Politique avait milité contre la diffusion de l'émission « Opération Renaissance » qu'elle qualifiait de grossophobe, mais n'a obtenu qu'une fin de non-recevoir de la part du CSA.

### Fonctionnement et attribution des chaines télévisées
Dans Le Livre noir du CSA : enquête sur les dérives et gaspillages du Conseil supérieur de l’Audiovisuel (26 mai 2011, Éditions du Moment), Guillaume Evin, ancien journaliste de l'Expansion, entend lever le voile sur le fonctionnement du CSA. Selon les mots de l'éditeur, il s'agit notamment de se demander « Pourquoi et comment le Conseil supérieur de l'audiovisuel est-il devenu une sorte d'institution off-shore de la République, un authentique fromage français pour quelques centaines de fonctionnaires qui se la coulent douce ? ». Le livre prend d'autant plus de poids lorsque l'on sait que le contenu est alimenté par une source interne s'exprimant sous le pseudonyme de Spartacus.
Didier Maïsto, président de Sud Radio et de Lyon Capitale, qui avait échoué à obtenir une fréquence en 2012, critique dans un livre en 2015 la manière dont sont attribuées les chaînes et en particulier le choix de Numéro 23 qu'il explique non par la qualité de son projet mais par « l’entregent » de Pascal Houzelot, le fondateur de la chaîne auprès du personnel politique au pouvoir. Début juin 2016, il est annoncé une commission d’enquête parlementaire sur la chaîne qui aurait pour mission d’examiner les conditions dans lesquelles le CSA a, à l’origine, délivré à Numéro 23 une autorisation d’émettre. Elle publie un rapport en décembre 2016, qui confirme une « connivence ». Le rapporteur Marcel Rogemont déclare que « le CSA a été complaisant en affectant la chaîne à Pascal Houzelot ».
Acrimed lui reproche en 2009 d'être à la solde du pouvoir gouvernemental.

### Remise en cause de son impartialité
Diverses critiques ont trait aux actes de censure ou à la remise en cause de son impartialité :
- Dans la chanson On est encore là (1998) du groupe de hip-hop Suprême NTM on peut écouter « nique le CSA », accusé de perpétuer l'ordre moral.
- Empêchée d'émettre à plusieurs reprises, la télévision associative Zalea TV critique le CSA qui n'assurerait pas la diversité audiovisuelle, notamment vis-à-vis des télévisions libres[55].
- Les Inrockuptibles lui reprochent de favoriser les chaînes privées, notamment TF1[56].
- En juillet 2011, le président du directoire de M6, maison mère de Paris Première, raille « la notion très subjective de l'actualité qu'applique le CSA », ce dernier interdisant une déprogrammation pour rediffuser l'émission 93, faubourg Saint-Honoré sur Paris Première en raison de l'actualité (plainte de Tristane Banon contre Dominique Strauss-Kahn)[57].
- Le 25 juin 2014, le CSA réprimande les chaînes TF1, M6, Direct 8 et Canal plus pour avoir diffusé une campagne « Chère future maman / Dear future mom » portant sur la capacité des personnes atteintes de trisomie 21 de s'intégrer dans une famille et de vivre une vie normale. Cette décision a été critiquée par des familles de personnes atteintes de trisomie 21 et le député Jean-Frédéric Poisson a interpellé le CSA dans une tribune le 29 juillet 2014[58]. Le communiqué du CSA daté du 31 juillet 2014 semble ne pas avoir éteint la polémique qui se poursuit dans la presse[59] et les réseaux sociaux. Le 25 septembre 2014, sept jeunes trisomiques déposent un recours contre le CSA auprès du conseil d'État pour excès de pouvoir, s'estimant victimes d'une « censure » du CSA[60]. Cette saisie du Conseil d'État pour faire annuler une décision du CSA est une première dans l'histoire de la Justice : jamais de jeunes adultes porteurs de trisomie 21 n'avaient porté plainte, sans avocat, pour faire annuler une décision qui censure leur libre parole. Leur requête est rejetée par le Conseil d'État[61]. Un recours est déposé devant la CEDH[62].
- En 2015, le Canard enchaîné révèle que Mathieu Gallet, en tant que président de l'Institut national de l'audiovisuel (INA), a invité l'ensemble des membres du CSA en voyage avant qu'il ne se déclare candidat à la présidence de Radio France[63]. Début 2014, les huit « sages » du CSA le désignent à l'unanimité pour un mandat de cinq ans[64].
- D'après le Cercle français de droit des médias et de la culture, le CSA va au-delà de la jurisprudence du Conseil constitutionnel en matière de confidentialité. En effet, celle-ci « ne vaut que pour les auditions et les débats du Conseil relatifs à la nomination des présidents des sociétés nationales de programme », alors que le CSA a lui-même instauré les deux règles suivantes : « 1. la règle de confidentialité de leur candidature exigible du Conseil par tout candidat ; 2. la règle de confidentialité de leur candidature exigible du Conseil par tout candidat retenu en vue d'une audition »[65].
- En mai 2017, Cyril Hanouna accuse un membre du CSA d'utiliser Twitter pour pousser les gens à se plaindre d'une de ses émissions accusée d'homophobie[66]. En juin, son émission Touche pas à mon poste est condamnée par le CSA à ne plus diffuser de publicités pendant trois semaines, après que l'émission a « gravement méconnu son obligation de faire preuve de retenue dans la diffusion d'images susceptibles d'humilier les personnes » et « méconnu les dispositions de la loi du 30 septembre 1986 contre les stéréotypes, les préjugés sexistes, les images dégradantes et les violences faites aux femmes »[67]. Alors que d'autres affaires dans cette émission sont en cours de traitement par le CSA, sa chaîne C8 parle dans un communiqué du « caractère disproportionné et discriminatoire » de ces sanctions, d'un « traitement inéquitable » et même d'« acharnement », et menace le CSA de suites juridiques[68].
- Le philosophe André Perrin estime que le CSA est devenu un « organe d'intimidation contre le débat » tout en faisant preuve d'indignation sélective, notamment en ne réagissant pas aux tweets haineux de Mehdi Meklat[69].

### Dérives et gaspillages
Le livre noir du CSA paru en 2011 pointe les dérives de fonctionnement du CSA. La rémunération du président du CSA a été haussée à 15 000 euros brut par mois et celle des huit autres conseillers à 12 000 euros brut par mois. Cette rémunération est maintenue pendant l'année sabbatique qui suit leur départ s'ils viennent du privé. Le budget est de près de 40 millions d'euros, dont 17 millions de frais de personnel pour 300 agents. En 2009, près de 300 000 euros de frais de bouche ont été dépensés. Les sages bénéficient de près de 13 semaines de congés : une semaine à chaque petites vacances et deux mois en été. Les conseillers disposent chacun d'un bureau avec quatre baies vitrées au dix-huitième étage de la tour Mirabeau avec vue panoramique sur Paris et d'un véhicule de fonction. Les véhicules du directeur général et président du CSA ont un « gyrophare sur le toit avec lumière bleutée ».

## Compositions historiques du CSA

### Présidents
- Jacques Boutet : 30 janvier 1989 - 22 janvier 1995
- Hervé Bourges : 23 janvier 1995 - 16 janvier 2001
- Dominique Baudis : 17 janvier 2001 - 23 janvier 2007
- Michel Boyon : 24 janvier 2007 - 22 janvier 2013
- Olivier Schrameck : 23 janvier 2013 - 23 janvier 2019
- Roch-Olivier Maistre : a pris ses fonctions le 4 février 2019

### Membres
Le Conseil supérieur de l'audiovisuel est composé de neuf, puis, à partir de 2017, de sept membres, renouvelés par tiers tous les deux ans au mois de janvier.
À chaque renouvellement, un membre est nommé par le président du Sénat et un second par le président de l'Assemblée nationale. Le président est nommé par le président de la République tous les six ans.
Au moment de sa nomination pour un mandat de six ans non renouvelable, un conseiller doit avoir moins de 65 ans, cette fonction étant par ailleurs « incompatible avec tout mandat électif, tout emploi et toute autre activité professionnelle ».
| Nom | Début du mandat | Fin du mandat | Désigné par                        | Statut    | Depuis janvier 2022 | Décret   | Démission, décès, remplaçant      |
| --- | --------------- | ------------- | ---------------------------------- | --------- | ------------------- | -------- | --------------------------------- |
| Roger Burnel | 1989            | 1993          | président de la République         | membre    | ancien              | [ L 2 ]  |                                   |
| Jacques Boutet | 1989            | 1995          | président de la République         | président | ancien              | [ L 2 ]  |                                   |
| Geneviève Guicheney | 1989            | 1997          | président de la République         | membre    | ancien              | [ L 2 ]  |                                   |
| Francis Balle | 1989            | 1993          | président du Sénat                 | membre    | ancien              | [ L 2 ]  |                                   |
| Daisy de Galard | 1989            | 1995          | président du Sénat                 | membre    | ancien              | [ L 2 ]  |                                   |
| Roland Faure | 1989            | 1997          | président du Sénat                 | membre    | ancien              | [ L 2 ]  |                                   |
| Igor Barrère | 1989            | 1993*         | président de l'Assemblée nationale | membre    | ancien              | [ L 2 ]  | Le 12 avril 1991, Monique Dagnaud |
| Bertrand Labrusse | 1989            | 1995*         | président de l'Assemblée nationale | membre    | ancien              | [ L 2 ]  | Le 11/12/1991, André Gauron       |
| Monique Augé-Lafon | 1989            | 1997          | président de l'Assemblée nationale | membre    | ancien              | [ L 2 ]  |                                   |
| Georges-François Hirsch | 1993            | 1999*         | président de la République         | membre    | ancien              | [ L 5 ]  | 1996, François Bonnemain          |
| Philippe-Olivier Rousseau | 1993            | 1999*         | président du Sénat                 | membre    | ancien              | [ L 5 ]  | 1998, Jean-Claude Larue           |
| Monique Dagnaud | 1993            | 1999          | président de l'Assemblée nationale | membre    | ancien              | [ L 5 ]  |                                   |
| Hervé Bourges | 1995            | 2001          | président de la République         | président | ancien              | [ L 8 ]  |                                   |
| Jean-Marie Cotteret | 1995            | 2001          | président du Sénat                 | membre    | ancien              | [ L 8 ]  |                                   |
| Philippe Labarde | 1995            | 2001          | président de l'Assemblée nationale | membre    | ancien              | [ L 8 ]  |                                   |
| Hélène Fatou | 1997            | 2003          | président de la République         | membre    | ancien              | [ L 9 ]  |                                   |
| Janine Langlois-Glandier | 1997            | 2003*         | président du Sénat                 | membre    | ancien              | [ L 9 ]  | 2002, Élisabeth Flüry-Hérard      |
| Pierre Wiehn | 1997            | 2003          | président de l'Assemblée nationale | membre    | ancien              | [ L 9 ]  |                                   |
| Véronique Cayla | 1999            | 2005*         | président de la République         | membre    | ancien              | [ L 11 ] | 2001, Yvon Le Bars                |
| Jacqueline de Guillenchmidt | 1999            | 2005*         | président du Sénat                 | membre    | ancien              | [ L 11 ] | 2004, Marie-Laure Denis           |
| Joseph Daniel | 1999            | 2005          | président de l'Assemblée nationale | membre    | ancien              | [ L 11 ] |                                   |
| Dominique Baudis | 2001            | 2007          | président de la République         | président | ancien              | [ L 12 ] |                                   |
| Philippe Levrier | 2001            | 2007          | président du Sénat                 | membre    | ancien              | [ L 12 ] |                                   |
| Francis Beck | 2001            | 2007          | président de l'Assemblée nationale | membre    | ancien              | [ L 12 ] |                                   |
| Agnès Vincent-Deray | 2003            | 2009          | président de la République         | membre    | ancien              | [ L 14 ] |                                   |
| Élisabeth Flüry-Hérard | 2003            | 2009          | président du Sénat                 | membre    | ancien              | [ L 14 ] |                                   |
| Christian Dutoit | 2003            | 2009          | président de l'Assemblée nationale | membre    | ancien              | [ L 14 ] |                                   |
| Michèle Reiser | 2005            | 2011          | président de la République         | membre    | ancien              | [ L 15 ] |                                   |
| Marie-Laure Denis | 2005            | 2011          | président du Sénat                 | membre    | ancien              | [ L 15 ] |                                   |
| Sylvie Genevoix | 2005            | 2011          | président de l'Assemblée nationale | membre    | ancien              | [ L 15 ] |                                   |
| Michel Boyon | 2007            | 2013          | président de la République         | président | ancien              | [ L 16 ] |                                   |
| Alain Méar | 2007            | 2013          | président du Sénat                 | membre    | ancien              | [ L 16 ] |                                   |
| Rachid Arhab | 2007            | 2013          | président de l'Assemblée nationale | membre    | ancien              | [ L 16 ] |                                   |
| Françoise Laborde | 2009            | 2015          | président de la République         | membre    | ancien              | [ L 17 ] |                                   |
| Christine Kelly | 2009            | 2015          | président du Sénat                 | membre    | ancien              | [ L 17 ] |                                   |
| Emmanuel Gabla | 2009            | 2015          | président de l'Assemblée nationale | membre    | ancien              | [ L 17 ] |                                   |
| Francine Mariani-Ducray | 2011            | 2017          | président de la République         | membre    | ancien              | [ L 18 ] |                                   |
| Nicolas About | 2011            | 2017          | président du Sénat                 | membre    | ancien              | [ L 18 ] |                                   |
| Patrice Gélinet | 2011            | 2017          | président de l'Assemblée nationale | membre    | ancien              | [ L 18 ] |                                   |
| Olivier Schrameck | 2013            | 2019          | président de la République         | président | ancien              | [ L 19 ] |                                   |
| Mémona Hintermann | 2013            | 2019          | président du Sénat                 | membre    | ancien              | [ L 19 ] |                                   |
| Sylvie Pierre-Brossolette | 2013            | 2019          | président de l'Assemblée nationale | membre    | ancien              | [ L 19 ] |                                   |
| Nicolas Curien | 2015            | 2021          | président du Sénat                 | membre    | ancien              | [ L 20 ] |                                   |
| Nathalie Sonnac | 2015            | 2021          | président de l'Assemblée nationale | membre    | ancien              | [ L 20 ] |                                   |
| Carole Bienaimé | 2017            | 2023          | président du Sénat                 | membre    | membre de l'Arcom   | [ L 21 ] |                                   |
| Jean-François Mary | 2017            | 2023          | président de l'Assemblée nationale | membre    | membre de l'Arcom   | [ L 22 ] |                                   |
| Roch-Olivier Maistre | 2019            | 2025          | président de la République         | président | membre de l'Arcom   | [ L 23 ] |                                   |
| Hervé Godechot | 2019            | 2025          | président du Sénat                 | membre    | membre de l'Arcom   | [ L 24 ] |                                   |
| Michèle Léridon | 2019            | 2025**        | président de l'Assemblée nationale | membre    | membre de l'Arcom   | [ L 23 ] | 2021 : Anne Grand d’Esnon         |
| Juliette Théry | 2021            | 2027          | président du Sénat                 | membre    | membre de l'Arcom   | [L21]    |                                   |
| Benoit Loutrel | 2021            | 2027          | président de l'Assemblée nationale | membre    | membre de l'Arcom   | [L21]    |                                   |
| - Deux étoiles signalent les membres étant décédés avant le terme de leur mandat (l'année qui précède est celle de la fin théorique de leur mandat ; la date de leur décès et le nom du remplaçant ayant assuré le reste de leur mandat sont indiqués dans la colonne correspondante). |                 |               |                                    |           |                     |          |                                   |